# Список чемпіонів UFC

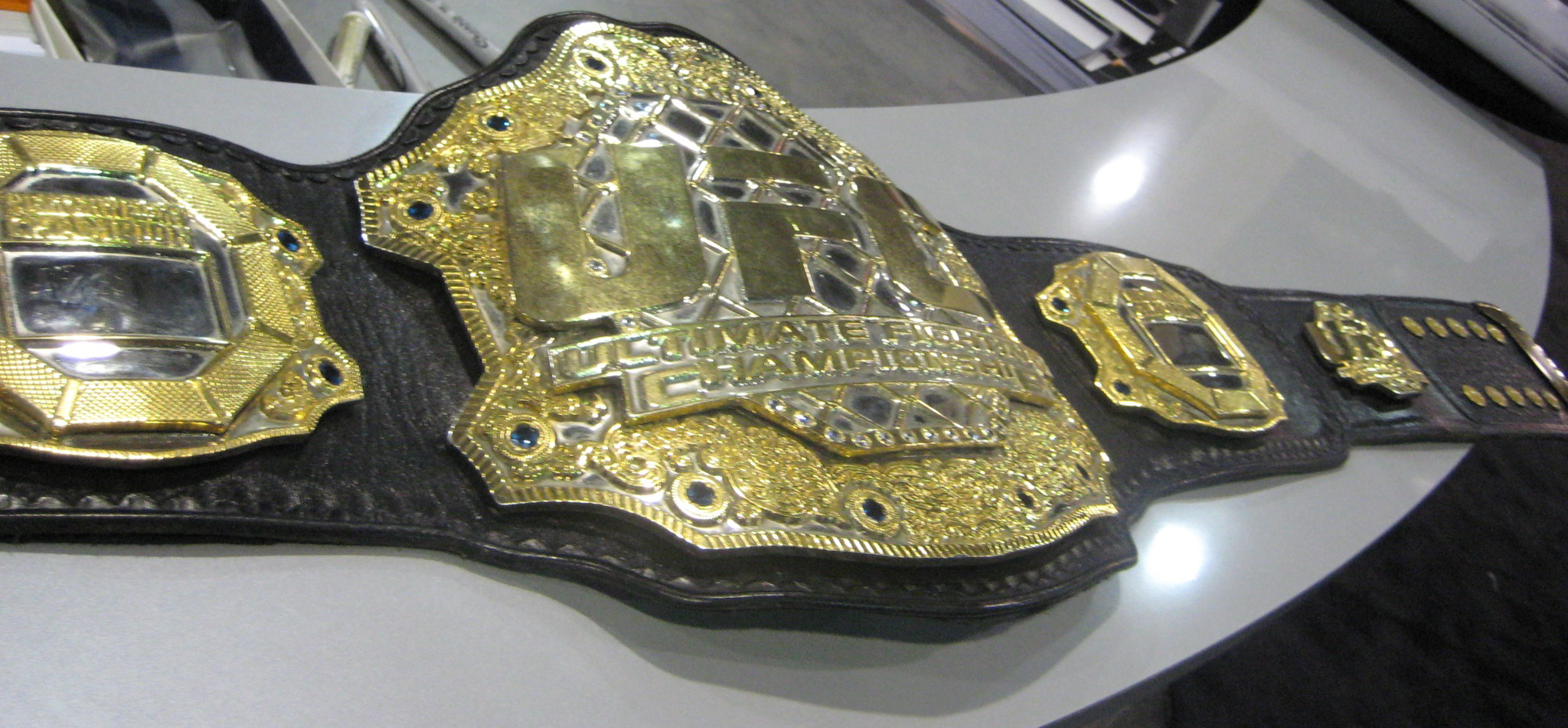
Пояс чемпіона UFC у важкій ваговій категорії.

Нижче наведено список чемпіонів UFC у всіх вагових категоріях у порядку здобуття титулу, а також список чемпіонів турнірів UFC у порядку здобуття титулу.
У статті використовуються такі скорочення:
| ТЧ  | — Тимчасовий чемпіон                                  |
| ЧЗТ | — Чемпіон залишив титул                               |
| ЧПТ | — Чемпіон позбавлений титулу                          |
| [1] | — Черговий титул бійця у конкретній ваговій категорії |

## Чемпіони турнірів

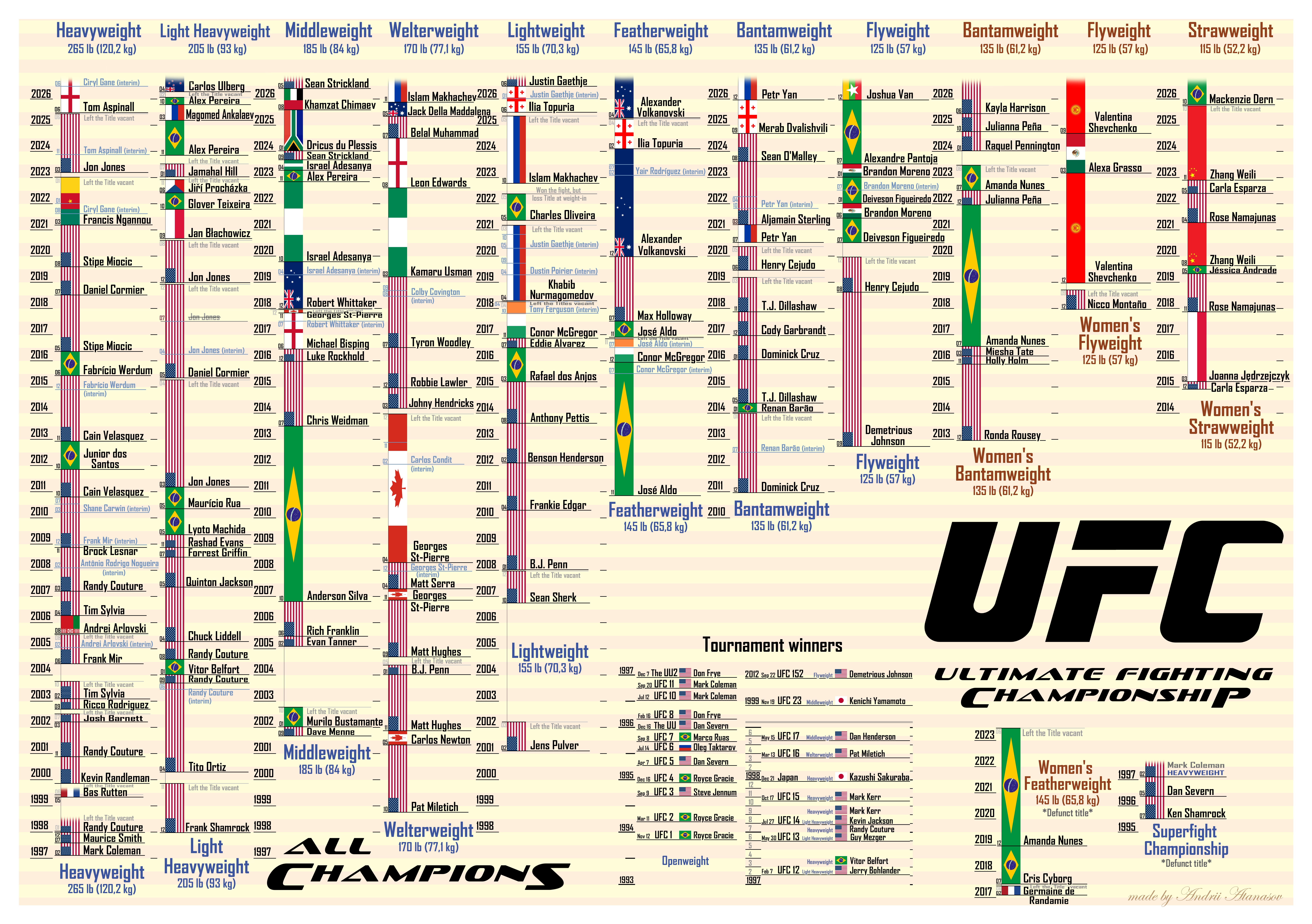

На початку існування UFC першість між бійцями визначалась лише у межах одного турніру. До 1997 року вагові категорії на турнірних змаганнях були відсутні, а всі змагання проводились у вільній вазі. Переможець змагань отримував звання чемпіона турніру. З 1999 року змагання у форматі турніру проходять лише у виключних випадках (наприклад, для розігрування вакантного чемпіонського титулу), і переможці не отримують окремої нагороди за перемогу в турнірі.
| Турнір                    | Вагова категорія | Чемпіон          | Дата              |
| ------------------------- | ---------------- | ---------------- | ----------------- |
| «UFC 1»                   | Вільна вага      | Ройс Ґрейсі [1]  | 12 листопада 1993 |
| «UFC 2»                   | Вільна вага      | Ройс Ґрейсі [2]  | 11 березня 1994   |
| «UFC 3»                   | Вільна вага      | Стів Дженнум     | 9 вересня 1994    |
| «UFC 4»                   | Вільна вага      | Ройс Ґрейсі [3]  | 16 грудня 1994    |
| «UFC 5»                   | Вільна вага      | Ден Северн [1]   | 7 квітня 1995     |
| «UFC 6»                   | Вільна вага      | Олег Тактаров    | 14 липня 1995     |
| «UFC 7»                   | Вільна вага      | Марку Руас       | 8 вересня 1995    |
| «The Ultimate Ultimate»   | Вільна вага      | Ден Северн [2]   | 16 грудня 1995    |
| «UFC 8»                   | Вільна вага      | Дон Фрай [1]     | 16 лютого 1996    |
| «UFC 10»                  | Вільна вага      | Марк Колмен [1]  | 12 липня 1996     |
| «UFC 11»                  | Вільна вага      | Марк Колмен [2]  | 20 вересня 1996   |
| «The Ultimate Ultimate 2» | Вільна вага      | Дон Фрай [2]     | 7 грудня 1996     |
| «UFC 12»                  | Важка вага       | Вітор Белфорт    | 7 лютого 1997     |
| «UFC 12»                  | Легка вага       | Джеррі Болендер  | 7 лютого 1997     |
| «UFC 13»                  | Важка вага       | Ренді Кутюр      | 30 травня 1997    |
| «UFC 13»                  | Легка вага       | Гай Мезгер       | 30 травня 1997    |
| «UFC 14»                  | Важка вага       | Марк Керр [1]    | 27 липня 1997     |
| «UFC 14»                  | Середня вага     | Кевін Джексон    | 27 липня 1997     |
| «UFC 15»                  | Важка вага       | Марк Керр [2]    | 17 жовтня 1997    |
| «UFC Japan»               | Важка вага       | Кадзусі Сакураба | 21 грудня 1997    |
| «UFC 16»                  | Легка вага       | Пет Мілетич      | 13 березня 1998   |
| «UFC 17»                  | Середня вага     | Ден Хендерсон    | 15 травня 1998    |
| «UFC 23»                  | Середня вага     | Кеніті Ямамото   | 19 листопада 1999 |

Короткий час між періодом турнірних змагань і введенням чемпіонату проводились змагання за першість між чемпіонами турнірів (див. вижче) у відкритій вазі. Такі бої на початку існування змішаних єдиноборств називали супербоями (від англ. superfight). Чемпіонами супербоїв UFC, тобто переможцями серед переможців, були лише два атлети: Ден Северн і Кен Шемрок. У 1997 році супербої були відмінені, і стартував чемпіонат.

## Чоловіча першість

### Найлегша вага
Ваговий діапазон: до 57 кг (125 фунтів).
Титул першого чемпіона розігрувався серед чотирьох учасників, що утворили пари: Джонсон-Маккол і Бенавідес-Урусітані. Переможці - Джонсон і Бенавідес - зустрілися 22 вересня 2012 року на UFC 152.
| № | Чемпіон            | Період чемпіонства              | Захисти титулу |
| --- | ------------------ | ------------------------------- | -------------- |
| 1 | Демітріус Джонсон  | 22 вересня 2012 — 4 серпня 2018 | 11             |
| 2 | Генрі Сехудо       | 5 серпня 2018 — 20 грудня 2019  | 1              |
| 20 грудня 2019 року Сехудо був позбавлений чемпіонського титулу, тому що не захищав його майже рік. Новий титул повинен був бути розіграний між Джозефом Бенавідес і Дейвісон Фігейреду на UFC Fight Night 169.Фігейреду здобув перемогу, але, через перевищення ліміту у ваговій категорії, не отримав пояс. У липні відбулась їх друга зустріч, і в цей раз Фігейреду вклався у вагову категорію. |                    |                                 |                |
| 3 | Дейвісон Фігейреду | 18 липня 2020 — дотепер         | 2              |

### Легша вага
Ваговий діапазон: 57 – 61 кг (125 – 135 фунтів).
Змагання за першість у цій ваговій категорії проводяться починаючи з турніру «UFC: Fight For The Troops 2» (22 січня 2011). Ваговий дивізіон сформовано у процесі злиття з чемпіонатом WEC. Першим чемпіоном за версією UFC було визнано останнього чемпіона за версією WEC.
| № | Чемпіон                | Період чемпіонства                 | Захисти титулу |
| --- | ---------------------- | ---------------------------------- | -------------- |
| 1 | Жозе Альдо [1]         | 20 листопада 2010 — 12 грудня 2015 | 7              |
| ТЧ | Конор Мак-Грегор       | 11 липня 2015 — 12 грудня 2015     | 0              |
| 2 | Конор Мак-Грегор       | 12 грудня 2015 — 26 листопада 2016 | 0              |
| ТЧ | Жозе Альдо             | 9 липня 2016 — 28 листопада 2016   | 0              |
| Макгрегор був позбавлений титулу 26 листопада 2016 роки після завоювання титулу чемпіона в легкій вазі.Таким чином, Алду став безперечним чемпіоном. |                        |                                    |                |
| 3 | Жозе Альдо [2]         | 28 листопада 2016 — 3 червня 2017  | 0              |
| ТЧ | Макс Голловей          | 10 грудня 2016 — 3 червня 2017     | 0              |
| 4 | Макс Голловей          | 3 червня 2017 — 14 грудня 2019     | 3              |
| 5 | Олександр Волкановські | 14 грудня 2019 — дотепер           | 1              |

| № | Чемпіон            | Період чемпіонства                | Захисти титулу |
| --- | ------------------ | --------------------------------- | -------------- |
| 1 | Дженс ПалверЧПТ    | 23 лютого 2001 — березень 2002    | 2              |
| Дженс Палвер був позбавлений титулу чемпіона унаслідок юридичного диспуту з UFC. |                    |                                   |                |
| Протягом вересня 2002 – лютого 2003 в UFC проводились турнірні змагання у легкій ваговій категорії з метою визначення чемпіона. У фіналі за вакантний титул змагались Каол Уно і Бі Джей Пенн, проте змагання завершилось внічию, тому титул чемпіона залишили вакантним.                                                     |                    |                                   |                |
| 2 | Шон ШеркЧПТ        | 14 жовтня 2006 — 4 грудня 2007    | 1              |
| Шон Шерк був позбавлений титулу: після успішного захисту у його крові були виявлені заборонені стимулюючі речовини. |                    |                                   |                |
| 3 | Бі Джей Пенн       | 19 січня 2008 — 10 квітня 2010    | 3              |
| 4 | Френк Едгар        | 10 квітня 2010 — 26 лютого 2012   | 3              |
| 5 | Бен Хендерсон      | 26 лютого 2012 — 31 серпня 2013   | 3              |
| 6 | Ентоні Петтіс      | 31 серпня 2013 — 14 березня 2015  | 1              |
| 7 | Рафаель дос Аньос  | 14 березня 2015 — 7 липня 2016    | 1              |
| 8 | Едді Альварес      | 7 липня 2016 — 12 листопада 2016  | 0              |
| 9 | Конор Мак-Грегор   | 12 листопада 2016 — 7 квітня 2018 | 0              |
| У зв'язку з паузою в виступах Макгрегора по ММА, тимчасовий чемпіонський пояс був розіграний між Тоні Фергюсоном і Кевіном Лі |                    |                                   |                |
| ТЧ | Тоні Фергюсон      | 7 жовтня 2017 — 7 квітня 2018     | 0              |
| У зв'язку з тривалою паузою в виступах Макгрегора по ММА, на UFC планувався поєдинок між Фергюсоном і Нурмагомедовим на титул безсперечного чемпіона. Фергюсон травмувався незадовго до бою, і після серії замін суперників Нурмагомедов отримав опонента Яквінту, а сам Фергюсон був позбавлений титулу тимчасового чемпіона |                    |                                   |                |
| 10 | Хабіб Нурмагомедов | 7 квітня 2018 — 19 березня 2021   | 3              |
| ТЧ | Дастін Пуар'є      | 13 квітня 2019 — 9 травня 2020    | 0              |
| Спочатку планувався бій Нурмагомедова проти Фергюсона, проте він був відмінений у зв'язку з пандемією COVID-19. У підсумку, замість захисту титулу Нурмагомедова, який на момент закриття кордонів не знаходився в США і тому не міг брати участь в турнірі, UFC розіграло тимчасовий титул між Фергюсоном і Гейджи.          |                    |                                   |                |
| ТЧ | Джастін Гейджи     | 9 травня 2020 — дотепер           | 0              |
| 24 жовтня 2020 року Хабіб Нурмагомедов публічно оголосив про завершення кар'єри. Титул чемпіона в легкій вазі офіційно став вакантним 19 березня 2021 года. |                    |                                   |                |

| № | Чемпіон           | Період чемпіонства                   | Захисти титулу |
| --- | ----------------- | ------------------------------------ | -------------- |
| 1 | Пет Мілетич       | 16 жовтня 1998 — 4 травня 2001       | 4              |
| 2 | Карлос Ньютон     | 4 травня 2001 — 2 листопада 2001     | 0              |
| 3 | Метт Х'юз [1]     | 2 листопада 2001 — 31 січня 2004     | 5              |
| 4 | Бі Джей ПеннЧПТ   | 31 січня 2004 — 17 травня 2004       | 0              |
| Бі Джей Пенн був позбавлений титулу, оскільки перейшов до змагань у чемпіонаті K-1 і не міг захистити титул.                                                                               |                   |                                      |                |
| 5 | Метт Х'юз [2]     | 22 жовтня 2004 — 18 листопада 2006   | 2              |
| 6 | Жорж Сен-П'єр [1] | 18 листопада 2006 — 7 квітня 2007    | 0              |
| 7 | Метт Серра        | 7 квітня 2007 — 19 квітня 2008       | 0              |
| Діючий чемпіон Метт Серра не міг захистити титул через отриману травму, тому між основними претендентами було проведено бій за тимчасову першість, переможцем якого став Жорж Сен-П'єр.    |                   |                                      |                |
| ТЧ | Жорж Сен-П'єр     | 29 грудня 2007 — 19 квітня 2008      | 0              |
| Діючий чемпіон Метт Серра поступився титулом у бою проти тимчасового чемпіона Жоржа Сен-П'єра. Сен-П'єр був визнаний виключним чемпіоном.                                                  |                   |                                      |                |
| 8 | Жорж Сен-П'єр [2] | 19 квітня 2008 — 13 грудня 2013 року | 9              |
| Діючий чемпіон Жорж Сен-П'єр не міг захистити титул через отриману травму, тому між основними претендентами було проведено бій за тимчасову першість, переможцем якого став Карлос Кондит. |                   |                                      |                |
| ТЧ | Карлос Кондит     | 4 лютого 2012 — 17 листопада 2012    | 0              |
| Тимчасовий чемпіон Карлос Кондит поступився титулом у бою проти діючого чемпіона Жоржа Сен-П'єра. Сен-П'єр був визнаний виключним чемпіоном.                                               |                   |                                      |                |
| Жорж Сен-П'єр залишив титул чемпіона і завершив кар'єру в UFC. |                   |                                      |                |
| 9 | Джоні Хендрікс    | 15 березня 2014 — 6 грудня 2014      | 0              |
| 10 | Роббі Ловлер      | 6 грудня 2014 — 30 липня 2016        | 2              |
| 11 | Тайрон Вудлі      | 30 липня 2016 — 2 березня 2019       | 4              |
| ТЧ | Колбі Ковінгтон   | 9 червня 2018 — вересень 2018        | 0              |
| Ковінгтон був позбавлений титулу тимчасового чемпіона через відмову від проведення бою з Вудлі у вересні 2018 року                                                                         |                   |                                      |                |
| 12 | Камару Усман      | 2 березня 2019 — дотепер             | 3              |

| № | Чемпіон              | Період чемпіонства               | Захисти титулу |
| --- | -------------------- | -------------------------------- | -------------- |
| 1 | Дейв Менне           | 28 вересня 2001 — 11 січня 2002  | 0              |
| 2 | Мурілу БустамантіЧПТ | 11 січня 2002 — 5 жовтня 2002    | 1              |
| Мурілу Бустаманті був позбавлений титулу, оскільки перейшов до змагань у чемпіонаті PRIDE і не міг захистити титул.                                       |                      |                                  |                |
| 3 | Еван Теннер          | 5 лютого 2005 — 4 червня 2005    | 0              |
| 4 | Річ Франклін         | 4 червня 2005 — 14 жовтня 2006   | 2              |
| 5 | Андерсон Сілва       | 14 жовтня 2006 — 6 липня 2013    | 10             |
| 6 | Кріс Вайдмен         | 6 липня 2013 — 12 грудня 2015    | 3              |
| 7 | Люк Рокхолд          | 12 грудня 2015 — 4 червня 2016   | 0              |
| 8 | Майкл Біспінг        | 4 червня 2016 — 4 листопада 2017 | 1              |
| ТЧ | Роберт Уітакер       | 8 липня 2017 — 7 грудня 2017     | 0              |
| У серпні 2017 року UFC оголосила, що наступний захист пояса Біспінг проведе не проти Уіттакера, а проти екс-чемпіона напівсередньої ваги Жоржа Сен-П'єра. |                      |                                  |                |
| 9 | Жорж Сен-П'єр        | 4 листопада 2017 — 7 грудня 2017 | 0              |
| 7 грудня 2017 року Сен-П'єр заявив про відмову від пояса у зв'язку із проблемами з здоров'ям.                                                             |                      |                                  |                |
| 10 | Роберт Уітакер       | 7 грудня 2017 — 6 жовтня 2019    | 0              |
| ТЧ | Ісраель Адесан'я     | 13 квітня 2019 — 6 жовтня 2019   | 0              |
| 11 | Ісраель Адесан'я     | 6 жовтня 2019 — дотепер          | 2              |

| № | Чемпіон         | Період чемпіонства                | Захисти титулу |
| --- | --------------- | --------------------------------- | -------------- |
| 1 | Френк ШемрокЧЗТ | 21 грудня 1997 — листопад 1999    | 4              |
| Френк Шемрок залишив титул чемпіона і завершив кар'єру в UFC. |                 |                                   |                |
| 2 | Тіто Ортіс      | 14 квітня 2000 — 26 вересня 2003  | 5              |
| Діючий чемпіон Тіто Ортіз не міг захистити титул через отриману травму, тому між основними претендентами було проведено бій за тимчасову першість, переможцем якого став Ренді Кутюр.            |                 |                                   |                |
| ТЧ | Ренді Кутюр     | 6 червня 2003 — 26 вересня 2003   | 0              |
| Діючий чемпіон Тіто Ортіз поступився титулом у бою проти тимчасового чемпіона Ренді Кутюра. Кутюр був визнаний виключним чемпіоном.                                                              |                 |                                   |                |
| 3 | Ренді Кутюр [1] | 26 вересня 2003 — 31 січня 2004   | 0              |
| 4 | Вітор Белфорт   | 31 січня 2004 — 21 серпня 2004    | 0              |
| 5 | Ренді Кутюр [2] | 21 серпня 2004 — 16 квітня 2005   | 0              |
| 6 | Чак Лідделл     | 16 квітня 2005 — 26 травня 2007   | 4              |
| 7 | Куінтон Джексон | 26 травня 2007 — 5 липня 2008     | 1              |
| 8 | Форрест Гріффін | 5 липня 2008 — 27 грудня 2008     | 0              |
| 9 | Рашад Еванс     | 27 грудня 2008 — 23 травня 2009   | 0              |
| 10 | Ліото Мачіда    | 23 травня 2009 — 8 травня 2010    | 1              |
| 11 | Маурісіу Руа    | 8 травня 2010 — 19 березня 2011   | 0              |
| 12 | Джон Джонс [1]  | 19 березня 2011 — 23 травня 2015  | 8              |
| Джонс був позбавлений титулу 28 квітня 2015 року внаслідок скоєння ДТП і подальшого арешту. |                 |                                   |                |
| 13 | Данієль Корм'є  | 23 травня 2015 — 28 грудня 2018   | 4              |
| Після судового засідання, Джонс вийшов на волю. UFC зробило його претендентом на титул. Однак незадовго до бою Кормье отримав травму, тому Джонс і Сан-Пре розіграли тимчасовий титул            |                 |                                   |                |
| ТЧ | Джон Джонс      | 23 квітня 2016 — 9 листопада 2016 | 0              |
| 14 | Джон Джонс [2]  | 29 грудня 2018 — 17 серпня 2020   | 3              |
| Титул став вакантним 17 серпня 2020 року, коли Джон Джонс офіційно звільнив пояс чемпіона в напівважкій вазі, через недомовленості з UFC з приводу зарплати і бажання перейти в важкий дивізіон. |                 |                                   |                |
| 15 | Ян Блахович     | 27 вересня 2020 — дотепер         | 1              |

| № | Чемпіон                 | Період чемпіонства                    | Захисти титулу |
| --- | ----------------------- | ------------------------------------- | -------------- |
| 1 | Марк Колмен             | 7 лютого 1997 — 27 липня 1997         | 0              |
| 2 | Моріс Сміт              | 27 липня 1997 — 21 грудня 1997        | 1              |
| 3 | Ренді КутюрЧЗТ [1]      | 21 грудня 1997 — січень 1998          | 0              |
| Ренді Кутюр розірвав контракт з UFC і залишив титул чемпіона. |                         |                                       |                |
| 4 | Бас РюттенЧЗТ           | 7 травня 1999 — червень 1999          | 0              |
| Бас Рюттен залишив титул чемпіона і завершив кар'єру в UFC. |                         |                                       |                |
| 5 | Кевін Рендлмен          | 19 листопада 1999 — 17 листопада 2000 | 1              |
| 6 | Ренді Кутюр [2]         | 17 листопада 2000 — 22 березня 2002   | 2              |
| 7 | Джош БарнеттЧПТ         | 22 березня 2002 — 26 липня 2002       | 0              |
| Джош Барнетт був позбавлений титулу: після бою у його крові були виявлені заборонені стимулюючі речовини.                                                                                           |                         |                                       |                |
| 8 | Рікко Родрігес          | 27 вересня 2002 — 28 лютого 2003      | 0              |
| 9 | Тім СильвіяЧПТ [1]      | 28 лютого 2003 — вересень 2003        | 1              |
| Тім Сильвія був позбавлений титулу: після бою у його крові були виявлені заборонені стимулюючі речовини.                                                                                            |                         |                                       |                |
| 10 | Френк МірЧЗТ            | 19 червня 2004 — серпень 2005         | 0              |
| ТЧ | Андрій Арловський       | 5 лютого 2005 — 12 серпня 2005        | 1              |
| Френк Мір залишив титул чемпіона, оскільки не мав змоги його захистити через отримані у автокатастрофі травми. Тимчасовий чемпіон Андрій Арловський був визнаний виключним чемпіоном.               |                         |                                       |                |
| 11 | Андрій Арловський       | 12 серпня 2005 — 15 квітня 2006       | 1              |
| 12 | Тім Сильвія [2]         | 15 квітня 2006 — 3 березня 2007       | 2              |
| 13 | Ренді Кутюр [3]         | 3 березня 2007 — 15 листопада 2008    | 1              |
| Діючий чемпіон Ренді Кутюр не захищав титул через юридичний диспут з UFC, тому між основними претендентами було проведено бій за тимчасову першість, переможцем якого став Антоніу Родріґу Ноґейра. |                         |                                       |                |
| ТЧ | Антоніу Родріґу Ноґейра | 2 лютого 2008 — 27 грудня 2008        | 0              |
| Тимчасовий чемпіон Антоніу Родріґу Ноґейра поступився титулом у бою проти Френка Міра. Діючий чемпіон Ренді Кутюр поступився титулом у бою проти Брока Леснара.                                     |                         |                                       |                |
| 14 | Брок Леснар             | 15 листопада 2008 — 23 жовтня 2010    | 2              |
| ТЧ | Френк Мір               | 27 грудня 2008 — 11 липня 2009        | 0              |
| Тимчасовий чемпіон Френк Мір поступився титулом у бою проти діючого чемпіона Брока Леснара. Леснар був визнаний виключним чемпіоном.                                                                |                         |                                       |                |
| Діючий чемпіон Брок Леснар не міг захистити титул через тривалу хворобу, тому між основними претендентами було проведено бій за тимчасову першість, переможцем якого став Шейн Карвін.              |                         |                                       |                |
| ТЧ | Шейн Карвін             | 27 березня 2010 — 3 липня 2010        | 0              |
| Тимчасовий чемпіон Шейн Карвін поступився титулом у бою проти діючого чемпіона Брока Леснара. Леснар був визнаний виключним чемпіоном.                                                              |                         |                                       |                |
| 15 | Кейн Веласкес [1]       | 23 жовтня 2010 — 12 листопада 2011    | 0              |
| 15 | Жуніур дус Сантус       | 12 листопада 2011 — 29 грудня 2012    | 1              |
| 16 | Кейн Веласкес [2]       | 29 грудня 2012 — 13 червня 2015       | 2              |
| Через травму Веласкеса перед поєдинком з Вердумом останній зустрівся з Хантом в бою за титул тимчасового чемпіона.                                                                                  |                         |                                       |                |
| ТЧ | Фабрісіу Вердум         | 14 листопада 2014 — 13 червня 2015    | 0              |
| 17 | Фабрісіу Вердум         | 13 червня 2015 — 14 травня 2016       | 0              |
| 18 | Стіпе Міочич [1]        | 14 травня 2016 — 7 липня 2018         | 3              |
| 19 | Данієль Корм'є          | 7 липня 2018 — 18 серпня 2019         | 1              |
| 20 | Стіпе Міочич [2]        | 18 серпня 2019 — 27 березня 2021      | 1              |
| 21 | Франсіс Нганну          | 27 березня 2021 — дотепер             | 0              |

| № | Чемпіон       | Турнір                         | Період чемпіонства                 | Днів     | Захисти титулу |
| - | ------------- | ------------------------------ | ---------------------------------- | -------- | --- |
| 1 | Ронда Роузі   | UFC on Fox: Henderson vs. Diaz | 6 грудня 2012 — 15 листопада 2015  | 1074 дні | 1. проти Ліз Кармуш на UFC 157 (23 лютого 2013) 2. проти Міші Тейт на UFC 168 (28 грудня 2013) 3. проти Сари Макманн на UFC 170 (22 лютого 2014) 4. проти Алексіс Девіс на UFC 175 (5 липня 2014) 5. проти Кейт Зінгано на UFC 184 (28 лютого 2015) 6. проти Бес Корреа на UFC 190 (1 серпня 2015) |
| 2 | Холлі Холм    | UFC 193                        | 15 листопада 2015 — 5 березня 2016 | 111 днів | 0 |
| 3 | Міша Тейт     | UFC 196                        | 5 березня 2016 — 9 липня 2016      | 126 днів | 0 |
| 4 | Аманда Нуньєс | UFC 200                        | 9 липня 2016 — дотепер             | 202 дні  | 1. проти Ронди Роузі на UFC 207 (30 грудня 2016) |